# 2015 TP454
2015 TP454 est un objet transneptunien, classé comme centaure selon Johnson, ayant un diamètre estimé à environ 230 km.